# Vorderes Urad-Banner

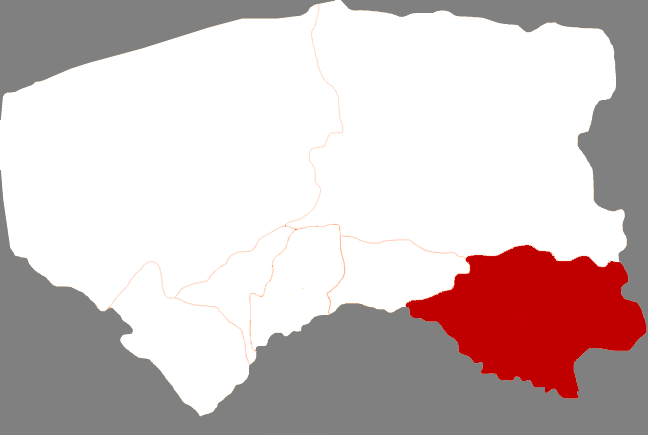
Lage des Vorderen Urat-Banners in Bayan Nur

Das Vordere Urad-Banner (chinesisch 乌拉特前旗, Pinyin Wūlātè Qián Qí; mongolisch ᠤᠷᠠᠳ ᠤᠨ ᠡᠮᠦᠨᠡᠳᠦ ᠬᠣᠰᠢᠭᠤ Urad-un Emünedü Qosiɣu) ist ein Banner der bezirksfreien Stadt Bayan Nur im Westen des Autonomen Gebiets Innere Mongolei im Norden der Volksrepublik China. Es hat eine Fläche von 7.476 km² und zählt 340.000 Einwohner (2004). Sein Hauptort ist die Großgemeinde Ulashan (乌拉山镇).